# 캐나다 축구 국가대표팀
캐나다 축구 국가대표팀(영어: Canada national soccer team, 프랑스어: Équipe du Canada de soccer)은 캐나다를 대표하는 축구 국가대표팀으로 캐나다 축구 협회에서 운영하고 있다. 1885년 11월 28일 미국과의 첫 국제 경기를 가졌으나 이는 FIFA가 인정하지 않는 비공식 경기이며 FIFA가 인정하는 캐나다의 공식 첫 국제 A매치는 1924년 6월 7일 호주와의 친선 경기로 이 경기에서 2-3으로 석패했으며 현재 BMO필드를 홈 구장으로 사용하고 있다.

## 개요
한 때 캐나다는 미국과 비슷하게 아이스하키, 미식축구, 농구, 야구 등의 인기에 밀려 상대적으로 축구에 대한 인지도가 그다지 높은 편이 아니었고 국제 대회 성적도 좋지 못한 편이었으나 최근 들어 캐나다계 해외 교포 선수들을 대거 영입하며 전력이 급상승하기 시작했다.

## 국제 대회 경력

### FIFA 월드컵
1986년에서 처음으로 월드컵 본선에 모습을 드러낸 이후 현재까지 2번의 대회 모두 조별리그에서 탈락했고 그나마 36년만에 출전한 2022년 대회에서 패기 있는 경기력은 호평을 받긴 했지만 수비력과 월드컵 적응 부문에서 아쉬움을 드러냈다.

### FIFA 컨페더레이션스컵
컨페드컵 출전은 2000년 CONCACAF 골드컵 우승팀 자격으로 참가한 2001년 대회가 유일하며 일본, 카메룬을 상대로 각각 0-3, 0-2로 패했고 반대로 브라질과의 2차전에서는 대등한 경기를 펼친 끝에 0-0으로 비기며 3전 전패는 면했지만 1무 2패·B조 최하위로 4강 진출에 실패했다.

### CONCACAF 골드컵
골드컵 본선에는 전신인 CONCACAF 선수권 대회를 비롯해 18번 출전했고 이 중 2번의 대회(1985년, 2000년)에서 우승컵을 들어올리는 등 7번의 대회에서 8강 이상의 성적을 거두었다.

### CONCACAF 네이션스리그

#### 2019-20년 리그 A
2019-20년 CONCACAF 네이션스리그 예선 2위로 첫 시즌 리그 A에 편입된 뒤 미국, 쿠바와 A조에 편성되어 4경기 3승 1패·조 2위로 통산 18번째 골드컵 본선 진출에는 성공했지만 4팀이 겨루는 결선 토너먼트 진출에는 아쉽게 실패했다.

### 하계 올림픽
올림픽 본선에는 3번 출전했으며 이 가운데 아마추어팀으로 참가했던 1904년 대회에서 금메달을 획득했고 1984년 대회에서는 8강에 이름을 올렸다.

### 팬아메리칸 게임
이 대회에는 U-23 대표팀 전적을 포함해 7번 출전했고 이 중 자국에서 열린 1967년과 1999년 대회에서 4강에 진출했으며 1971년과 1975년 대회에서는 2라운드에 진출했다.

### 코파 아메리카
초청팀 자격으로 첫 출전한 2024년 대회에서 6경기 1승 3무 2패의 호성적을 기록하며 이 대회 4위에 이름을 올리는 기염을 토했다.

## FIFA 월드컵
| FIFA 월드컵 본선 기록   | FIFA 월드컵 본선 기록        | FIFA 월드컵 본선 기록        | FIFA 월드컵 본선 기록        | FIFA 월드컵 본선 기록        | FIFA 월드컵 본선 기록        | FIFA 월드컵 본선 기록        | FIFA 월드컵 본선 기록        | FIFA 월드컵 본선 기록        | FIFA 월드컵 본선 기록        | FIFA 월드컵 예선 기록                     | FIFA 월드컵 예선 기록                     | FIFA 월드컵 예선 기록                     | FIFA 월드컵 예선 기록                     | FIFA 월드컵 예선 기록                     | FIFA 월드컵 예선 기록                     | FIFA 월드컵 예선 기록                     |                  |
| 년도                    | 결과                         | 순위                         | 경기                         | 승                           | 무*                          | 패                           | 득점                         | 실점                         | 승점                         | 경기                                      | 승                                        | 무*                                       | 패                                        | 득점                                      | 실점                                      | 승점                                      |                  |
| ----------------------- | ---------------------------- | ---------------------------- | ---------------------------- | ---------------------------- | ---------------------------- | ---------------------------- | ---------------------------- | ---------------------------- | ---------------------------- | ----------------------------------------- | ----------------------------------------- | ----------------------------------------- | ----------------------------------------- | ----------------------------------------- | ----------------------------------------- | ----------------------------------------- | ---------------- |
| 1930년                  | 불참                         | 불참                         | 불참                         | 불참                         | 불참                         | 불참                         | 불참                         | 불참                         | 불참                         | 불참                                      | 불참                                      | 불참                                      | 불참                                      | 불참                                      | 불참                                      | 불참                                      |                  |
| 1934년                  | 불참                         | 불참                         | 불참                         | 불참                         | 불참                         | 불참                         | 불참                         | 불참                         | 불참                         | 불참                                      | 불참                                      | 불참                                      | 불참                                      | 불참                                      | 불참                                      | 불참                                      |                  |
| 1938년                  | 불참                         | 불참                         | 불참                         | 불참                         | 불참                         | 불참                         | 불참                         | 불참                         | 불참                         | 불참                                      | 불참                                      | 불참                                      | 불참                                      | 불참                                      | 불참                                      | 불참                                      |                  |
| 1950년                  | 불참                         | 불참                         | 불참                         | 불참                         | 불참                         | 불참                         | 불참                         | 불참                         | 불참                         | 불참                                      | 불참                                      | 불참                                      | 불참                                      | 불참                                      | 불참                                      | 불참                                      |                  |
| 1954년                  | 불참                         | 불참                         | 불참                         | 불참                         | 불참                         | 불참                         | 불참                         | 불참                         | 불참                         | 불참                                      | 불참                                      | 불참                                      | 불참                                      | 불참                                      | 불참                                      | 불참                                      |                  |
| 1958년                  | 예선 탈락                    | 예선 탈락                    | 예선 탈락                    | 예선 탈락                    | 예선 탈락                    | 예선 탈락                    | 예선 탈락                    | 예선 탈락                    | 예선 탈락                    | 4                                         | 2                                         | 0                                         | 2                                         | 8                                         | 8                                         | 6                                         |                  |
| 1962년                  | 기권                         | 기권                         | 기권                         | 기권                         | 기권                         | 기권                         | 기권                         | 기권                         | 기권                         | 기권                                      | 기권                                      | 기권                                      | 기권                                      | 기권                                      | 기권                                      | 기권                                      |                  |
| 1966년                  | 불참                         | 불참                         | 불참                         | 불참                         | 불참                         | 불참                         | 불참                         | 불참                         | 불참                         | 불참                                      | 불참                                      | 불참                                      | 불참                                      | 불참                                      | 불참                                      | 불참                                      |                  |
| 1970년                  | 예선 탈락                    | 예선 탈락                    | 예선 탈락                    | 예선 탈락                    | 예선 탈락                    | 예선 탈락                    | 예선 탈락                    | 예선 탈락                    | 예선 탈락                    | 4                                         | 2                                         | 1                                         | 1                                         | 8                                         | 3                                         | 7                                         |                  |
| 1974년                  | 예선 탈락                    | 예선 탈락                    | 예선 탈락                    | 예선 탈락                    | 예선 탈락                    | 예선 탈락                    | 예선 탈락                    | 예선 탈락                    | 예선 탈락                    | 4                                         | 1                                         | 1                                         | 2                                         | 6                                         | 7                                         | 4                                         |                  |
| 1978년                  | 예선 탈락                    | 예선 탈락                    | 예선 탈락                    | 예선 탈락                    | 예선 탈락                    | 예선 탈락                    | 예선 탈락                    | 예선 탈락                    | 예선 탈락                    | 10                                        | 4                                         | 3                                         | 3                                         | 12                                        | 11                                        | 15                                        |                  |
| 1982년                  | 예선 탈락                    | 예선 탈락                    | 예선 탈락                    | 예선 탈락                    | 예선 탈락                    | 예선 탈락                    | 예선 탈락                    | 예선 탈락                    | 예선 탈락                    | 9                                         | 2                                         | 6                                         | 1                                         | 10                                        | 9                                         | 12                                        |                  |
| 1986년                  | 조별리그                     | 24위                         | 3                            | 0                            | 0                            | 3                            | 0                            | 5                            | 0                            | 8                                         | 5                                         | 3                                         | 0                                         | 11                                        | 4                                         | 18                                        |                  |
| 1990년                  | 예선 탈락                    | 예선 탈락                    | 예선 탈락                    | 예선 탈락                    | 예선 탈락                    | 예선 탈락                    | 예선 탈락                    | 예선 탈락                    | 예선 탈락                    | 2                                         | 1                                         | 0                                         | 1                                         | 3                                         | 3                                         | 3                                         |                  |
| 1994년                  | 예선 탈락                    | 예선 탈락                    | 예선 탈락                    | 예선 탈락                    | 예선 탈락                    | 예선 탈락                    | 예선 탈락                    | 예선 탈락                    | 예선 탈락                    | 14                                        | 6                                         | 4                                         | 4                                         | 22                                        | 20                                        | 22                                        |                  |
| 1998년                  | 예선 탈락                    | 예선 탈락                    | 예선 탈락                    | 예선 탈락                    | 예선 탈락                    | 예선 탈락                    | 예선 탈락                    | 예선 탈락                    | 예선 탈락                    | 16                                        | 6                                         | 4                                         | 6                                         | 15                                        | 21                                        | 22                                        |                  |
| 2002년                  | 예선 탈락                    | 예선 탈락                    | 예선 탈락                    | 예선 탈락                    | 예선 탈락                    | 예선 탈락                    | 예선 탈락                    | 예선 탈락                    | 예선 탈락                    | 8                                         | 2                                         | 3                                         | 3                                         | 2                                         | 8                                         | 9                                         |                  |
| 2006년                  | 예선 탈락                    | 예선 탈락                    | 예선 탈락                    | 예선 탈락                    | 예선 탈락                    | 예선 탈락                    | 예선 탈락                    | 예선 탈락                    | 예선 탈락                    | 8                                         | 3                                         | 2                                         | 3                                         | 12                                        | 8                                         | 11                                        |                  |
| 2010년                  | 예선 탈락                    | 예선 탈락                    | 예선 탈락                    | 예선 탈락                    | 예선 탈락                    | 예선 탈락                    | 예선 탈락                    | 예선 탈락                    | 예선 탈락                    | 8                                         | 2                                         | 2                                         | 4                                         | 13                                        | 14                                        | 8                                         |                  |
| 2014년                  | 예선 탈락                    | 예선 탈락                    | 예선 탈락                    | 예선 탈락                    | 예선 탈락                    | 예선 탈락                    | 예선 탈락                    | 예선 탈락                    | 예선 탈락                    | 12                                        | 7                                         | 3                                         | 2                                         | 24                                        | 11                                        | 24                                        |                  |
| 2018년                  | 예선 탈락                    | 예선 탈락                    | 예선 탈락                    | 예선 탈락                    | 예선 탈락                    | 예선 탈락                    | 예선 탈락                    | 예선 탈락                    | 예선 탈락                    | 10                                        | 5                                         | 2                                         | 3                                         | 15                                        | 9                                         | 17                                        |                  |
| 2022년                  | 조별리그                     | 31위                         | 3                            | 0                            | 0                            | 3                            | 2                            | 7                            | 0                            | 19                                        | 14                                        | 4                                         | 1                                         | 54                                        | 7                                         | 46                                        |                  |
| 2026년                  | 자동 본선 진출               | 자동 본선 진출               | 자동 본선 진출               | 자동 본선 진출               | 자동 본선 진출               | 자동 본선 진출               | 자동 본선 진출               | 자동 본선 진출               | 자동 본선 진출               | 자동참가(개최국)                          | 자동참가(개최국)                          | 자동참가(개최국)                          | 자동참가(개최국)                          | 자동참가(개최국)                          | 자동참가(개최국)                          | 자동참가(개최국)                          | 자동참가(개최국) |
| 월드컵 100주년() 2030년 | 미정                         | 미정                         | 미정                         | 미정                         | 미정                         | 미정                         | 미정                         | 미정                         | 미정                         | 미정                                      | 미정                                      | 미정                                      | 미정                                      | 미정                                      | 미정                                      | 미정                                      | 미정             |
| 합계                    | 2회 진출(2/22)               | 조별리그(2회)                | 6                            | 0                            | 0                            | 6                            | 2                            | 12                           | 0                            | 117                                       | 48                                        | 34                                        | 35                                        | 161                                       | 136                                       | 178                                       |                  |
| 순위                    | FIFA 월드컵 역대 순위 : 72위 | FIFA 월드컵 역대 순위 : 72위 | FIFA 월드컵 역대 순위 : 72위 | FIFA 월드컵 역대 순위 : 72위 | FIFA 월드컵 역대 순위 : 72위 | FIFA 월드컵 역대 순위 : 72위 | FIFA 월드컵 역대 순위 : 72위 | FIFA 월드컵 역대 순위 : 72위 | FIFA 월드컵 역대 순위 : 72위 | 월드컵 예선 승점 순위 : 45위 (북중미 8위) | 월드컵 예선 승점 순위 : 45위 (북중미 8위) | 월드컵 예선 승점 순위 : 45위 (북중미 8위) | 월드컵 예선 승점 순위 : 45위 (북중미 8위) | 월드컵 예선 승점 순위 : 45위 (북중미 8위) | 월드컵 예선 승점 순위 : 45위 (북중미 8위) | 월드컵 예선 승점 순위 : 45위 (북중미 8위) |                  |

## CONCACAF 골드컵
| 북중미 축구 선수권 대회 (본선) | 북중미 축구 선수권 대회 (본선)    | 북중미 축구 선수권 대회 (본선)    | 북중미 축구 선수권 대회 (본선)    | 북중미 축구 선수권 대회 (본선)    | 북중미 축구 선수권 대회 (본선)    | 북중미 축구 선수권 대회 (본선)    | 북중미 축구 선수권 대회 (본선)    | 북중미 축구 선수권 대회 (본선)    | 북중미 축구 선수권 대회 (본선)    | 북중미 축구 선수권 대회 (예선) | 북중미 축구 선수권 대회 (예선) | 북중미 축구 선수권 대회 (예선) | 북중미 축구 선수권 대회 (예선) | 북중미 축구 선수권 대회 (예선) | 북중미 축구 선수권 대회 (예선) | 북중미 축구 선수권 대회 (예선) |          |          |
| 1963년                         | 불참                              | 불참                              | 불참                              | 불참                              | 불참                              | 불참                              | 불참                              | 불참                              | 불참                              | 불참                           | 불참                           | 불참                           | 불참                           | 불참                           | 불참                           | 불참                           |          |          |
| 1965년                         | 불참                              | 불참                              | 불참                              | 불참                              | 불참                              | 불참                              | 불참                              | 불참                              | 불참                              | 불참                           | 불참                           | 불참                           | 불참                           | 불참                           | 불참                           | 불참                           |          |          |
| 1967년                         | 불참                              | 불참                              | 불참                              | 불참                              | 불참                              | 불참                              | 불참                              | 불참                              | 불참                              | 불참                           | 불참                           | 불참                           | 불참                           | 불참                           | 불참                           | 불참                           |          |          |
| 1969년                         | 불참                              | 불참                              | 불참                              | 불참                              | 불참                              | 불참                              | 불참                              | 불참                              | 불참                              | 불참                           | 불참                           | 불참                           | 불참                           | 불참                           | 불참                           | 불참                           |          |          |
| 1971년                         | 불참                              | 불참                              | 불참                              | 불참                              | 불참                              | 불참                              | 불참                              | 불참                              | 불참                              | 불참                           | 불참                           | 불참                           | 불참                           | 불참                           | 불참                           | 불참                           |          |          |
| 1973년                         | 예선 탈락                         | 예선 탈락                         | 예선 탈락                         | 예선 탈락                         | 예선 탈락                         | 예선 탈락                         | 예선 탈락                         | 예선 탈락                         | 예선 탈락                         | 4                              | 1                              | 1                              | 2                              | 6                              | 7                              | 4                              |          |          |
| 1977년                         | 결선리그                          | 4위                               | 5                                 | 2                                 | 1                                 | 2                                 | 7                                 | 8                                 | 7                                 | 5                              | 2                              | 2                              | 1                              | 5                              | 3                              | 8                              |          |          |
| 1981년                         | 결선리그                          | 4위                               | 5                                 | 1                                 | 3                                 | 1                                 | 6                                 | 6                                 | 6                                 | 4                              | 1                              | 3                              | 0                              | 4                              | 3                              | 6                              |          |          |
| 1985년                         | 우승                              | 1위                               | 8                                 | 5                                 | 3                                 | 0                                 | 11                                | 4                                 | 18                                | 자동진출                       | 자동진출                       | 자동진출                       | 자동진출                       | 자동진출                       | 자동진출                       | 자동진출                       |          |          |
| 1989년                         | 예선 탈락                         | 예선 탈락                         | 예선 탈락                         | 예선 탈락                         | 예선 탈락                         | 예선 탈락                         | 예선 탈락                         | 예선 탈락                         | 예선 탈락                         | 2                              | 1                              | 0                              | 1                              | 3                              | 3                              | 3                              |          |          |
| CONCACAF 골드컵 (본선)         | CONCACAF 골드컵 (본선)            | CONCACAF 골드컵 (본선)            | CONCACAF 골드컵 (본선)            | CONCACAF 골드컵 (본선)            | CONCACAF 골드컵 (본선)            | CONCACAF 골드컵 (본선)            | CONCACAF 골드컵 (본선)            | CONCACAF 골드컵 (본선)            | CONCACAF 골드컵 (본선)            | CONCACAF 골드컵 (예선)         | CONCACAF 골드컵 (예선)         | CONCACAF 골드컵 (예선)         | CONCACAF 골드컵 (예선)         | CONCACAF 골드컵 (예선)         | CONCACAF 골드컵 (예선)         | CONCACAF 골드컵 (예선)         |          |          |
| 1991년                         | 조별리그                          | 6위                               | 3                                 | 1                                 | 0                                 | 2                                 | 6                                 | 9                                 | 3                                 | 자동참가                       | 자동참가                       | 자동참가                       | 자동참가                       | 자동참가                       | 자동참가                       | 자동참가                       | 자동참가 | 자동참가 |
| 1993년                         | 조별리그                          | 6위                               | 3                                 | 0                                 | 2                                 | 1                                 | 3                                 | 11                                | 2                                 | 자동참가                       | 자동참가                       | 자동참가                       | 자동참가                       | 자동참가                       | 자동참가                       | 자동참가                       | 자동참가 | 자동참가 |
| 1996년                         | 조별리그                          | 5위                               | 2                                 | 1                                 | 0                                 | 1                                 | 4                                 | 5                                 | 3                                 | 자동참가                       | 자동참가                       | 자동참가                       | 자동참가                       | 자동참가                       | 자동참가                       | 자동참가                       | 자동참가 | 자동참가 |
| 1998년                         | 기권                              | 기권                              | 기권                              | 기권                              | 기권                              | 기권                              | 기권                              | 기권                              | 기권                              | 기권                           | 기권                           | 기권                           | 기권                           | 기권                           | 기권                           | 기권                           |          |          |
| 2000년                         | 우승                              | 1위                               | 5                                 | 3                                 | 2                                 | 0                                 | 7                                 | 3                                 | 11                                | 3                              | 2                              | 1                              | 0                              | 4                              | 2                              | 7                              |          |          |
| 2002년                         | 4강                               | 3위                               | 5                                 | 2                                 | 2                                 | 1                                 | 5                                 | 4                                 | 8                                 | 자동참가                       | 자동참가                       | 자동참가                       | 자동참가                       | 자동참가                       | 자동참가                       | 자동참가                       | 자동참가 | 자동참가 |
| 2003년                         | 조별리그                          | 9위                               | 2                                 | 1                                 | 0                                 | 1                                 | 1                                 | 2                                 | 3                                 | 자동참가                       | 자동참가                       | 자동참가                       | 자동참가                       | 자동참가                       | 자동참가                       | 자동참가                       | 자동참가 | 자동참가 |
| 2005년                         | 조별리그                          | 9위                               | 3                                 | 1                                 | 0                                 | 2                                 | 2                                 | 4                                 | 3                                 | 자동참가                       | 자동참가                       | 자동참가                       | 자동참가                       | 자동참가                       | 자동참가                       | 자동참가                       | 자동참가 | 자동참가 |
| 2007년                         | 4강                               | 3위                               | 5                                 | 3                                 | 0                                 | 2                                 | 9                                 | 5                                 | 9                                 | 자동참가                       | 자동참가                       | 자동참가                       | 자동참가                       | 자동참가                       | 자동참가                       | 자동참가                       | 자동참가 | 자동참가 |
| 2009년                         | 8강                               | 5위                               | 4                                 | 2                                 | 1                                 | 1                                 | 4                                 | 3                                 | 7                                 | 자동참가                       | 자동참가                       | 자동참가                       | 자동참가                       | 자동참가                       | 자동참가                       | 자동참가                       | 자동참가 | 자동참가 |
| 2011년                         | 조별리그                          | 9위                               | 3                                 | 1                                 | 1                                 | 1                                 | 2                                 | 3                                 | 4                                 | 자동참가                       | 자동참가                       | 자동참가                       | 자동참가                       | 자동참가                       | 자동참가                       | 자동참가                       | 자동참가 | 자동참가 |
| 2013년                         | 조별리그                          | 11위                              | 3                                 | 0                                 | 1                                 | 2                                 | 0                                 | 3                                 | 1                                 | 자동참가                       | 자동참가                       | 자동참가                       | 자동참가                       | 자동참가                       | 자동참가                       | 자동참가                       | 자동참가 | 자동참가 |
| 2015년                         | 조별리그                          | 10위                              | 3                                 | 0                                 | 2                                 | 1                                 | 0                                 | 1                                 | 2                                 | 자동참가                       | 자동참가                       | 자동참가                       | 자동참가                       | 자동참가                       | 자동참가                       | 자동참가                       | 자동참가 | 자동참가 |
| 2017년                         | 8강                               | 6위                               | 4                                 | 1                                 | 2                                 | 1                                 | 6                                 | 5                                 | 5                                 | 자동참가                       | 자동참가                       | 자동참가                       | 자동참가                       | 자동참가                       | 자동참가                       | 자동참가                       | 자동참가 | 자동참가 |
| 2019년                         | 8강                               | 6위                               | 4                                 | 2                                 | 0                                 | 2                                 | 14                                | 6                                 | 6                                 | 4                              | 4                              | 0                              | 0                              | 18                             | 1                              | 12                             |          |          |
| 2021년                         | ?                                 | ?위                               | ?                                 | ?                                 | ?                                 | ?                                 | ?                                 | ?                                 | ?                                 | 4                              | 3                              | 0                              | 1                              | 10                             | 4                              | 9                              |          |          |
| 합계                           | 18회 진출(18/26)                  | 우승(2회)                         | 67                                | 26                                | 20                                | 21                                | 87                                | 82                                | 98                                | 26                             | 14                             | 7                              | 5                              | 50                             | 23                             | 49                             |          |          |
| 순위                           | CONCACAF 북중미 골드컵 순위 : 5위 | CONCACAF 북중미 골드컵 순위 : 5위 | CONCACAF 북중미 골드컵 순위 : 5위 | CONCACAF 북중미 골드컵 순위 : 5위 | CONCACAF 북중미 골드컵 순위 : 5위 | CONCACAF 북중미 골드컵 순위 : 5위 | CONCACAF 북중미 골드컵 순위 : 5위 | CONCACAF 북중미 골드컵 순위 : 5위 | CONCACAF 북중미 골드컵 순위 : 5위 |                                |                                |                                |                                |                                |                                |                                |          |          |

### CONMEBOL코파 아메리카
남미 대회이지만 캐나다는 특별 초청팀으로 사상 최초로 대회에 참가했다.
| 코파 아메리카 기록 | 코파 아메리카 기록                | 코파 아메리카 기록                | 코파 아메리카 기록                | 코파 아메리카 기록                | 코파 아메리카 기록                | 코파 아메리카 기록                | 코파 아메리카 기록                | 코파 아메리카 기록                | 코파 아메리카 기록                |
| 년도               | 결과                              | 순위                              | 경기                              | 승                                | 무*                               | 패                                | 득점                              | 실점                              | 승점                              |
| ------------------ | --------------------------------- | --------------------------------- | --------------------------------- | --------------------------------- | --------------------------------- | --------------------------------- | --------------------------------- | --------------------------------- | --------------------------------- |
| 2024년             | 준결승                            | 4위                               | 6                                 | 1                                 | 3                                 | 2                                 | 4                                 | 7                                 | 6                                 |
| 합계               | 1회 출전(초청)                    | 4강(1회)                          | 6                                 | 1                                 | 3                                 | 2                                 | 4                                 | 7                                 | 6                                 |
| 순위               | CONMEBOL 코파 아메리카 순위 : ?위 | CONMEBOL 코파 아메리카 순위 : ?위 | CONMEBOL 코파 아메리카 순위 : ?위 | CONMEBOL 코파 아메리카 순위 : ?위 | CONMEBOL 코파 아메리카 순위 : ?위 | CONMEBOL 코파 아메리카 순위 : ?위 | CONMEBOL 코파 아메리카 순위 : ?위 | CONMEBOL 코파 아메리카 순위 : ?위 | CONMEBOL 코파 아메리카 순위 : ?위 |

## FIFA 컨페더레이션스컵
| FIFA 컨페더레이션스컵 기록 | FIFA 컨페더레이션스컵 기록            | FIFA 컨페더레이션스컵 기록            | FIFA 컨페더레이션스컵 기록            | FIFA 컨페더레이션스컵 기록            | FIFA 컨페더레이션스컵 기록            | FIFA 컨페더레이션스컵 기록            | FIFA 컨페더레이션스컵 기록            | FIFA 컨페더레이션스컵 기록            | FIFA 컨페더레이션스컵 기록            |
| 년도                       | 결과                                  | 순위                                  | 경기                                  | 승                                    | 무*                                   | 패                                    | 득점                                  | 실점                                  | 승점                                  |
| -------------------------- | ------------------------------------- | ------------------------------------- | ------------------------------------- | ------------------------------------- | ------------------------------------- | ------------------------------------- | ------------------------------------- | ------------------------------------- | ------------------------------------- |
| 1992년                     | 진출 실패                             | 진출 실패                             | 진출 실패                             | 진출 실패                             | 진출 실패                             | 진출 실패                             | 진출 실패                             | 진출 실패                             | 진출 실패                             |
| 1995년                     | 진출 실패                             | 진출 실패                             | 진출 실패                             | 진출 실패                             | 진출 실패                             | 진출 실패                             | 진출 실패                             | 진출 실패                             | 진출 실패                             |
| 1997년                     | 진출 실패                             | 진출 실패                             | 진출 실패                             | 진출 실패                             | 진출 실패                             | 진출 실패                             | 진출 실패                             | 진출 실패                             | 진출 실패                             |
| 1999년                     | 진출 실패                             | 진출 실패                             | 진출 실패                             | 진출 실패                             | 진출 실패                             | 진출 실패                             | 진출 실패                             | 진출 실패                             | 진출 실패                             |
| 2001년                     | 조별리그                              | 7위                                   | 3                                     | 0                                     | 1                                     | 2                                     | 0                                     | 5                                     | 1                                     |
| 2003년                     | 진출 실패                             | 진출 실패                             | 진출 실패                             | 진출 실패                             | 진출 실패                             | 진출 실패                             | 진출 실패                             | 진출 실패                             | 진출 실패                             |
| 2005년                     | 진출 실패                             | 진출 실패                             | 진출 실패                             | 진출 실패                             | 진출 실패                             | 진출 실패                             | 진출 실패                             | 진출 실패                             | 진출 실패                             |
| 2009년                     | 진출 실패                             | 진출 실패                             | 진출 실패                             | 진출 실패                             | 진출 실패                             | 진출 실패                             | 진출 실패                             | 진출 실패                             | 진출 실패                             |
| 2013년                     | 진출 실패                             | 진출 실패                             | 진출 실패                             | 진출 실패                             | 진출 실패                             | 진출 실패                             | 진출 실패                             | 진출 실패                             | 진출 실패                             |
| 2017년                     | 진출 실패                             | 진출 실패                             | 진출 실패                             | 진출 실패                             | 진출 실패                             | 진출 실패                             | 진출 실패                             | 진출 실패                             | 진출 실패                             |
| 합계                       | 1회 진출(1/10)                        | 조별리그(1회)                         | 3                                     | 0                                     | 1                                     | 2                                     | 0                                     | 5                                     | 1                                     |
| 순위                       | FIFA 컨페더레이션스컵 역대 순위: 30위 | FIFA 컨페더레이션스컵 역대 순위: 30위 | FIFA 컨페더레이션스컵 역대 순위: 30위 | FIFA 컨페더레이션스컵 역대 순위: 30위 | FIFA 컨페더레이션스컵 역대 순위: 30위 | FIFA 컨페더레이션스컵 역대 순위: 30위 | FIFA 컨페더레이션스컵 역대 순위: 30위 | FIFA 컨페더레이션스컵 역대 순위: 30위 | FIFA 컨페더레이션스컵 역대 순위: 30위 |

## 하계 올림픽
| 올림픽 축구 기록 | 올림픽 축구 기록 | 올림픽 축구 기록 | 올림픽 축구 기록 | 올림픽 축구 기록 | 올림픽 축구 기록 | 올림픽 축구 기록 | 올림픽 축구 기록 | 올림픽 축구 기록 | 올림픽 축구 기록 |
| 년도             | 결과             | 순위             | 경기             | 승               | 무*              | 패               | 득점             | 실점             | 승점             |
| ---------------- | ---------------- | ---------------- | ---------------- | ---------------- | ---------------- | ---------------- | ---------------- | ---------------- | ---------------- |
| 1900년           | 불참             | 불참             | 불참             | 불참             | 불참             | 불참             | 불참             | 불참             | 불참             |
| 1904년           | 금메달           | 우승             | 2                | 2                | 0                | 0                | 11               | 2                | 6                |
| 1908년           | 불참             | 불참             | 불참             | 불참             | 불참             | 불참             | 불참             | 불참             | 불참             |
| 1912년           | 불참             | 불참             | 불참             | 불참             | 불참             | 불참             | 불참             | 불참             | 불참             |
| 1920년           | 불참             | 불참             | 불참             | 불참             | 불참             | 불참             | 불참             | 불참             | 불참             |
| 1924년           | 불참             | 불참             | 불참             | 불참             | 불참             | 불참             | 불참             | 불참             | 불참             |
| 1928년           | 불참             | 불참             | 불참             | 불참             | 불참             | 불참             | 불참             | 불참             | 불참             |
| 1936년           | 불참             | 불참             | 불참             | 불참             | 불참             | 불참             | 불참             | 불참             | 불참             |
| 1948년           | 불참             | 불참             | 불참             | 불참             | 불참             | 불참             | 불참             | 불참             | 불참             |
| 1952년           | 불참             | 불참             | 불참             | 불참             | 불참             | 불참             | 불참             | 불참             | 불참             |
| 1956년           | 불참             | 불참             | 불참             | 불참             | 불참             | 불참             | 불참             | 불참             | 불참             |
| 1960년           | 불참             | 불참             | 불참             | 불참             | 불참             | 불참             | 불참             | 불참             | 불참             |
| 1964년           | 진출 실패        | 진출 실패        | 진출 실패        | 진출 실패        | 진출 실패        | 진출 실패        | 진출 실패        | 진출 실패        | 진출 실패        |
| 1968년           | 진출 실패        | 진출 실패        | 진출 실패        | 진출 실패        | 진출 실패        | 진출 실패        | 진출 실패        | 진출 실패        | 진출 실패        |
| 1972년           | 진출 실패        | 진출 실패        | 진출 실패        | 진출 실패        | 진출 실패        | 진출 실패        | 진출 실패        | 진출 실패        | 진출 실패        |
| 1976년           | 조별리그         | 12위             | 2                | 0                | 0                | 2                | 2                | 5                | 0                |
| 1980년           | 불참             | 불참             | 불참             | 불참             | 불참             | 불참             | 불참             | 불참             | 불참             |
| 1984년           | 8강              | 6위              | 4                | 1                | 2                | 1                | 5                | 4                | 5                |
| 1988년           | 진출 실패        | 진출 실패        | 진출 실패        | 진출 실패        | 진출 실패        | 진출 실패        | 진출 실패        | 진출 실패        | 진출 실패        |
| 1992년           | 진출 실패        | 진출 실패        | 진출 실패        | 진출 실패        | 진출 실패        | 진출 실패        | 진출 실패        | 진출 실패        | 진출 실패        |
| 1996년           | 진출 실패        | 진출 실패        | 진출 실패        | 진출 실패        | 진출 실패        | 진출 실패        | 진출 실패        | 진출 실패        | 진출 실패        |
| 2000년           | 진출 실패        | 진출 실패        | 진출 실패        | 진출 실패        | 진출 실패        | 진출 실패        | 진출 실패        | 진출 실패        | 진출 실패        |
| 2004년           | 진출 실패        | 진출 실패        | 진출 실패        | 진출 실패        | 진출 실패        | 진출 실패        | 진출 실패        | 진출 실패        | 진출 실패        |
| 2008년           | 진출 실패        | 진출 실패        | 진출 실패        | 진출 실패        | 진출 실패        | 진출 실패        | 진출 실패        | 진출 실패        | 진출 실패        |
| 2012년           | 진출 실패        | 진출 실패        | 진출 실패        | 진출 실패        | 진출 실패        | 진출 실패        | 진출 실패        | 진출 실패        | 진출 실패        |
| 2016년           | 진출 실패        | 진출 실패        | 진출 실패        | 진출 실패        | 진출 실패        | 진출 실패        | 진출 실패        | 진출 실패        | 진출 실패        |
| 합계             | 3회 진출(3/26)   | 금메달(1회)      | 8                | 3                | 2                | 3                | 18               | 11               | 11               |

## 팬아메리칸 게임
| 팬아메리칸 게임 기록 | 팬아메리칸 게임 기록 | 팬아메리칸 게임 기록 | 팬아메리칸 게임 기록 | 팬아메리칸 게임 기록 | 팬아메리칸 게임 기록 | 팬아메리칸 게임 기록 | 팬아메리칸 게임 기록 | 팬아메리칸 게임 기록 | 팬아메리칸 게임 기록 |
| 년도                 | 결과                 | 순위                 | 경기                 | 승                   | 무*                  | 패                   | 득점                 | 실점                 | 승점                 |
| -------------------- | -------------------- | -------------------- | -------------------- | -------------------- | -------------------- | -------------------- | -------------------- | -------------------- | -------------------- |
| 1951년               | 불참                 | 불참                 | 불참                 | 불참                 | 불참                 | 불참                 | 불참                 | 불참                 | 불참                 |
| 1955년               | 불참                 | 불참                 | 불참                 | 불참                 | 불참                 | 불참                 | 불참                 | 불참                 | 불참                 |
| 1959년               | 불참                 | 불참                 | 불참                 | 불참                 | 불참                 | 불참                 | 불참                 | 불참                 | 불참                 |
| 1963년               | 불참                 | 불참                 | 불참                 | 불참                 | 불참                 | 불참                 | 불참                 | 불참                 | 불참                 |
| 1967년               | 4강                  | 4위                  | 5                    | 2                    | 1                    | 2                    | 8                    | 10                   | 7                    |
| 1971년               | 2라운드              | 5위                  | 8                    | 3                    | 1                    | 4                    | 14                   | 9                    | 10                   |
| 1975년               | 2라운드              | 8위                  | 3                    | 0                    | 1                    | 2                    | 0                    | 10                   | 1                    |
| 1979년               | 진출 실패            | 진출 실패            | 진출 실패            | 진출 실패            | 진출 실패            | 진출 실패            | 진출 실패            | 진출 실패            | 진출 실패            |
| 1983년               | 진출 실패            | 진출 실패            | 진출 실패            | 진출 실패            | 진출 실패            | 진출 실패            | 진출 실패            | 진출 실패            | 진출 실패            |
| 1987년               | 조별리그             | 11위                 | 3                    | 0                    | 1                    | 2                    | 3                    | 8                    | 1                    |
| 1991년               | 조별리그             | 7위                  | 3                    | 0                    | 0                    | 3                    | 3                    | 9                    | 0                    |
| 1995년               | 진출 실패            | 진출 실패            | 진출 실패            | 진출 실패            | 진출 실패            | 진출 실패            | 진출 실패            | 진출 실패            | 진출 실패            |
| 1999년               | 4강                  | 4위                  | 6                    | 2                    | 2                    | 2                    | 6                    | 6                    | 8                    |
| 2003년               | 진출 실패            | 진출 실패            | 진출 실패            | 진출 실패            | 진출 실패            | 진출 실패            | 진출 실패            | 진출 실패            | 진출 실패            |
| 2007년               | 진출 실패            | 진출 실패            | 진출 실패            | 진출 실패            | 진출 실패            | 진출 실패            | 진출 실패            | 진출 실패            | 진출 실패            |
| 2011년               | 진출 실패            | 진출 실패            | 진출 실패            | 진출 실패            | 진출 실패            | 진출 실패            | 진출 실패            | 진출 실패            | 진출 실패            |
| 2015년               | 조별리그             | 7위                  | 3                    | 0                    | 1                    | 2                    | 1                    | 6                    | 1                    |
| 합계                 | 7회 진출(7/17)       | 4위(2회)             | 31                   | 7                    | 7                    | 17                   | 35                   | 58                   | 28                   |

## 주요 선수
- 사뮈엘 피에트
- 조너선 오소리오
- 토세인트 리키츠
- 러셀 티버트
- 밀란 보르얀
- 앙드레 아이노
- 애덤 스트레이스
- 애티바 허친슨
- 애시턴 모건
- 맨즈레카 제임스
- 스캇 아필드
- 카일 래린
- 주니어 호일렛
- 윌 존슨
- 데이비드 에드거
- 데얀 야코비치
- 도닐 헨리
- 알폰소 데이비스

## 역대 감독
| 감독                | 임기        |
| ------------------- | ----------- |
| 에크하르트 크라우춘 | 1973 ~ 1975 |
| 에크하르트 크라우춘 | 1975 ~ 1977 |
| 데일 미첼           | 2007 ~ 2009 |
| 베니토 플로로       | 2013 ~ 2016 |
| 제시 마시           | 2024 ~      |

## 같이 보기
- 캐나다 축구 협회
- 북중미카리브 축구 연맹
- 캐나다 여자 축구 국가대표팀